# Egendomsgemenskap
Egendomsgemenskap innebär att en grupp människor äger pengar och/eller ägodelar gemensamt, ofta i kombination med att de bor i ett bostadskollektiv. Egendomsgemenskapen kan vara partiell, där man exempelvis endast delar på matkostnader, eller fullständig, där allas inkomster och allas utgifter sker via en gemensam pott. Grupper som praktiserar egendomsgemenskap gör detta ofta på religiös, politisk eller utopisk grund.

## Kristendomen
I Apostlagärningarna står det om hur den första församlingen i Jerusalem, som leddes av Jesu apostlar, praktiserade egendomsgemenskap: "De troende fortsatte att samlas och hade allting gemensamt. De sålde allt vad de ägde och hade och delade ut åt alla, efter vars och ens behov." (Apg 2:44-45). Även Jesus beskrivs ha haft en gemensam kassa med sina lärjungar i Joh 13:29. 
Egendomsgemenskap fortsatte att vara ett ideal i fornkyrkan, Didache från ca. år 100 säger: ”Du skall inte vända dig bort från den som behöver utan ha allt gemensamt med din broder och inte säga, att det är ditt eget. Ty om ni har gemenskap i det oförgängliga, hur mycket mer bör ni inte ha det i det förgängliga!” (Did. 4:8). Kyrkofadern Justinus Martyren (ca. 100-165) skrev: ”Vi som värdesatte rikedomens och ägodelarnas vinst, lägger nu vad vi har i en gemensam hög, och delar ut till alla som lider nöd.” (1 Apol. 14). 
Från och med 300-talet kom egendomsgemenskapen främst att praktiseras i de kloster som grundades av Pachomios och andra ökenfäder. De allra flesta klosterordnar som uppstått under kyrkohistorien, såsom benediktinorden och franciskanorden har haft egendomsgemenskap. Då Martin Luther och Jean Calvin avskaffade klosterväsendet har egendomsgemenskap varit mer sällsynt inom protestantismen, men olika rörelser har även där uppstått som har praktiserat egendomsgemenskap, såsom hutteriterna, Bruderhof, Diggers, skevikarna och Jesusfolket.